# Bitka kod Harana
Bitka kod Harana odvila se 53. pr. Kr. između Rimske Republike i Partskog Carstva. Partski vojskovođa Surena uvjerljivo je porazio nadiruće rimske snage pod zapovjedništvom Marka Licinija Krasa, koji je poginuo u ovoj bitci. Opće je prihvaćeno da je ovo jedna od prvih i najvažnijih bitaka između Rimskog i Partskog Carstva te jedan od najvećih poraza u povijesti Rima. Prema pjesniku Ovidiju (6. knjiga njegove pjesme Fasti), bitka se dogodila 9. lipnja.
Kras, član Prvog trijumvirata i najbogatiji čovjek u Rimu, žudio je za ratnom slavom i bogatstvima, te je odlučio napasti Partiju bez službenog pristanka Senata. Pošto je odbacio protuponudu armenskog kralja Artavazda II. za prolaz preko Armenije k Partiji, Kras je krenuo s vojskom izravno preko pustinja Mezopotamije. Njegove snage susrele su se sa Sureninim snagama kod Harana. Surenina konjica usmrtila je ili zarobila većinu rimskih vojnika. Sam Kras je ubijen kada su pregovori o primirju.
Krasova smrt okončala je Prvi trijumvirat. Uslijedilo je razdoblje od četiri godina mira između preostalih članova Trijumvirata, Julija Cezara i Pompeja. Ova činjenica opovrgava mišljenje da je Kras bio mirovnjak, odnosno ide u prilog mišljenju većine rimskih povjesničara da je trvenje između Krasa i Pompeja bilo uvijek veći izvor tenzija, nego trvenje između Cezara i Pompeja. 

## Politička pozadina u Rimu
Rat u Partskom Carstvu rezultat je političkih dogovora Prvog trijumvirata između Marka Krasa, Gneja Pompeja i Julija Cezara. U ožujku i travnju 56. pr. Kr. održani su sastanci u Ravenni i Lucci, u Cezarevoj provinciji Galiji, u cilju da se učvrsti poljuljano parterstvo stvoreno četiri godine ranije. Dogovoreno je da će trijumvirat pomagati jedan drugome u održavanju političke moći i utjecaja; Cezarove kontrole nad Galijom uoči izbora 55. pr. Kr., odnosno zajedničke Krasove i Pompejeve druge kandidature za rimskog konzula. Dogovor je uključivao međusobnu vojnu, financijsku i političku potporu. Nakon uspjeha na rimskim političkim izborima, dogovoreno je da će Pompej upravljati španjolskim provincijama, dok je Krasu pripala kontrola nad Sirijom, što je impliciralo uključivanje u rat protiv Partskog Carstva.
Ekstremno bogatom Marku Krasu bilo je oko šezdeset godina kada se odlučio upustiti u sukob s Partima. Antički povjesničari poput Plutarha često ističu Krasovu pohlepu kao glavni motiv za ratovanje. Iako je bio najbogatiji čovjek antičkog doba, nije stekao vojnu reputaciju u Rimu unatoč uspješnom gušenju Spartakove robovske pobune. Plutarh spominje kako je sam Cezar dao moralnu potporu u Krasovom nastojanju na napadne Parte, ocijenjujući takav pohod respektabilnim i nimalo konkurentskim njegovim osobnim vojnim pohodima. Ciceron pak dodaje još jedan razlog; Krasovu ambiciju da pobjedom nad Partima izjednači vojnu slavu s Cezarom koji je uspješno pokorio Galiju. 
Neki Rimljani su se bunili protiv rata s Partima. Ciceron je taj pohod nazvao nulla causa (ratom bez opravdanja), jer Partsko Carstvo nije bilo prijetnja Rimu. Protiv pohoda se bunio i tribun Ateius Capito, koji se javno gnušao protiv te opcije.
Unatoč kritikama, Marko Kras je napustio Rim 14. studenog 55. pr. Kr. i zaputio se na istok, gdje mu se u Siriji priključio i njegov sin tokom zime 54. – 53. pr. Kr. koji je doveo tisuće keltskih konjanika iz Galije koji su bili odani mladom vođi sve do svoje smrti.

## Pripreme za rat
Kras je stigao u Siriju krajem 55. pr. Kr. i odmah je započeo trošiti svoj golemi kapital na podizanje vlastite vojske. Uz pomoć helenističkih naselja u Siriji i armenskog kralja Artavasdesa II, Kras je krenuo na Partsko Carstvo. Artavasdes mu je savjetovao da krenu kroz Armeniju da izbjegnu pustinje, no Kras je taj prijedlog odbio. Kao odgovor, partski kralj Orod II je podijelo snage i poveo većinu svoje vojske, uglavnom pješačke strijelce i manji dio konjice, na sjever da kazni Armence. Ostatak vojske koji su činili uglavnom konjanici poslao je da izvidi, uspori ili pak uništi Krasovu vojsku. Taj ostatak vojske vodio je general Surena, koji se suočio s rimskom vojskom pokraj grada Harana. Iako su rimski vojnici bili demoralizirani zbog vruće klime, bili su četiri do pet puta brojniji od partskih vojnika.

## Bitka
Partska vojska od 1.000 katafrakta (teška konjica) i 9.000 strijelaca na konjima susrela se s Rimljanima kod Harana. Te snage ipak nisu bili dio glavne partske vojske koja je krenula u Armeniju pod vodstvom kralja Oroda II, već pomoćna vojska koja je trebala izviđati i usporiti rimsko napredovanje, te ih poraziti u slučaju ako budu dovoljno slabi. Krasovo konjaništvo se probiralo na čelu rimske vojske i sukobilo se protiv katafrakta, no inferiorna rimska oružja nisu uspjela probiti teške oklope partske konjice. Rimsko konjaništvo koje je brojčano bilo čak četiri puta veće od partskog ubrzo je potpuno uništeno, skupa s Krasovim sinom Publijem koji je ubijen. Istovremeno su partski strijelci na konjima okružili rimske legije i zasipali ih strijelama. Kras je brzo formirao svoje legije u veliki šuplji četverokut u cilju da spriječi vrlo mobilnije partske snage u proboju rimskih bočnih strana. General Surena je sakrio oklop svoje teške konjice ispod odjeće, i prilikom napada na legionare prema dogovorenom signalu katafrakti su istovremeno otkrili svoj svijetli oklop. Surena je bio zadivljen malim učinkom na moral rimskih snaga i procijenio je da katafrakti neće biti dovoljni da se razbiju rimske formacije. Stoga je poslao svoje strijelce na konjima da zasipaju legionare kišom strijela držeći se na sigurnoj udaljenosti. Kras je na to uzvratio formiranjem legija u "formaciju kornjače" u cilju da spriječi ranjavanje svoje vojske od strane partskih strijela. Većina odapetih strijela nije bila smrtonosna za Rimljane, no uzrokovale su ranjavanja. Ipak, dugotrajno opsjedanje Rimljana, mobilnost partskih snaga, količina ispaljenih strijela i tehnologija kompozitnog luka rezultirali su smrću tisuća rimskih legionara.
Krasov plan bio je zaštiti svoje legionare od strijela sve dok strijelci na konjima ne ostanu bez strijela. Poslije nekoliko sati, legionari su počeli padati zbog vrućine, žeđi i ustrajnih partskih strijelačkih napada. Rimljani su konačno bili potpuno okruženi. Formacije kornjače su djelovale kao učinkovita obrana, no nisu imale nikakav ofanzivni učinak protiv mobilne partske konjice. To je dalo Sureni povod za direktni napad katafraktima na rimske snage, koje su ubrzo prepolovljene nakon čega su se dali u paničan bijeg. Kras je bio u prilici pobjeći, no neuspješno se pokušao upustiti u pregovore s Partima te je konačno i on ubijen. Neki izvori tvrde kako su Parti kao odgovor na Krasovu pohlepu u njegovo grlo izlili rastopljeno zlato. U konačnici, bio je to jedan od najvećih rimskih poraza ikad; gubici su bili oko 20.000 mrtvih vojnika, dok je većina ostatka zarobljena. Parti su pretrpjeli minimalne gubitke.

## Posljedice
Rim je bio osramoćen ovim porazom, a gorčina poraza bila je još veća zato što su u ruke Parta pali su rimski vojni simboli (legionarski orlovi). Plutarh spominje kako su Parti nakon zarobljavanja obukli Krasu žensku odjeću i paradirali s njim kroz čitavo carstvo. Ipak, vjerojatno je da se radi samo o rimskoj propagandi. Orod II., koji je u Armeniji vodio glavninu partske vojske, porazio je Armence i osvojio njihovu zemlju. Ipak, veliki Surenov uspjeh izazvao je ljubomoru i strah kod partskog kralja, pa ga je dao pogubiti. Poslije Surenove smrti, Orod II. je vodio vojne ekspedicije u Siriju, no one su rezultirale neuspjehom. Bitka kod Harana bila je jedna od prvih glavnih bitaka između Rimljana i Parta. Bitka je također stvorila mit kako se rimska vojska ne može suprotstaviti partskoj, što su negirale kasnije rimske pobjede u pojedinim bitkama.
Nekoliko stoljeća prije ove bitke, i Rimljani i ostali su bili uvjereni kako je rimska vojska nezaustavljiva, jer do tada su uspješno osvojili i apsorbirali svaku zemlju koja im se suprotstavila. Poslije bitke kod Harana, rimska reputacija je značajno opala, barem u pogledu istoka. Nakon bitke, Rim će još sedam stoljeća voditi neodlučan rat protiv iranskih dinastija Parta i Sasanida, u kojem nijedna strana nije uspjela osvojiti ili pokoriti drugu.

## Vanjske poveznice
Jedina dva izvora o ovoj bitci:
- Plutarhov Krasov život, 23–27 (onlajn)
- Rimska povijest Diona Kasija, 40:21–24 (onlajn)

Ostale srodne stranice:
- Bitka kod Kare  Arhivirana inačica izvorne stranice od 7. listopada 2014. (Wayback Machine) na stranici Livius.org
- Bitka kod Kare na stranici HistoryNet
- Bitka kod Kare, 53. prije n. e. na stranici Gates of Nineveh